# Mit Freud in Berlin

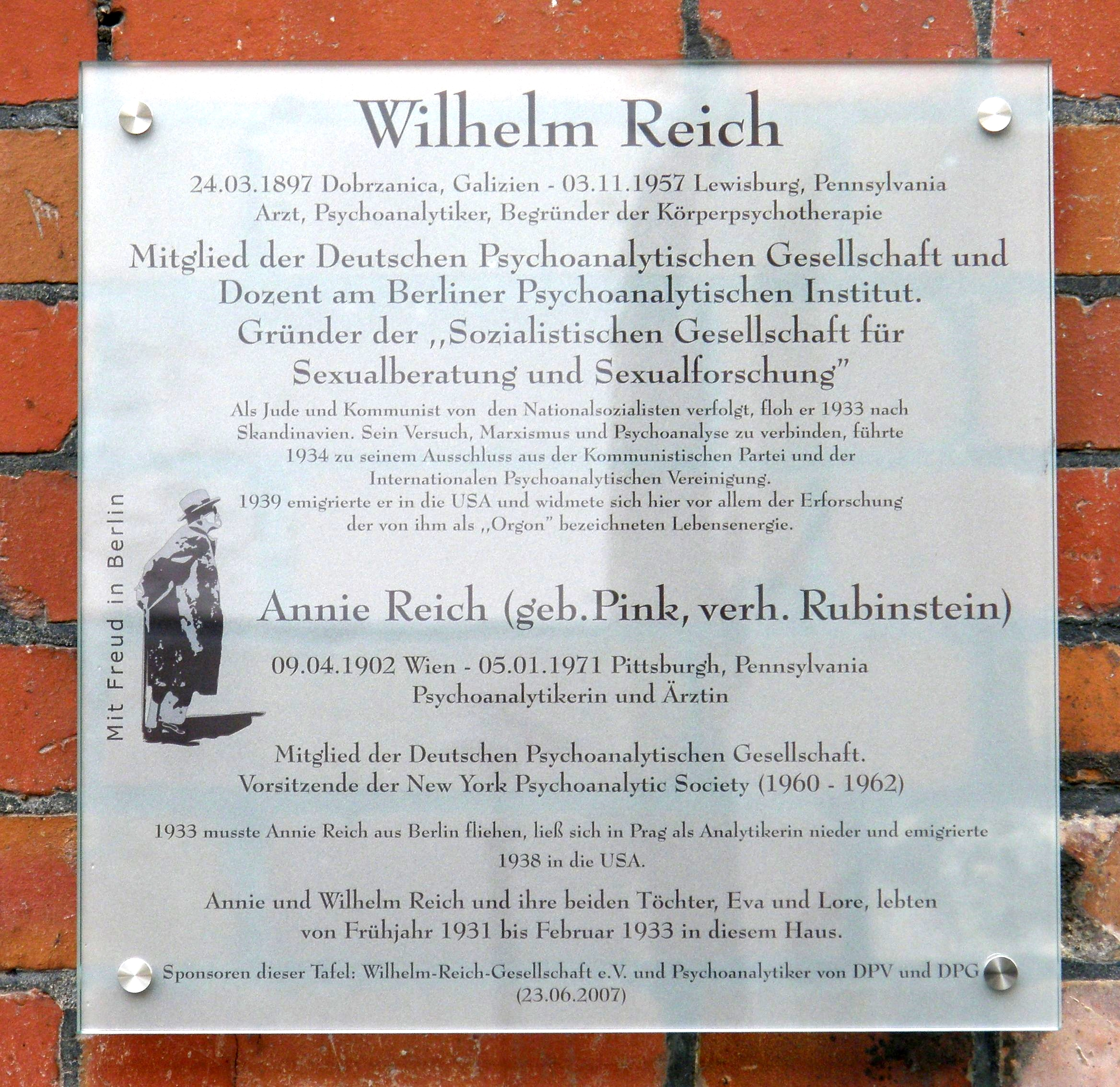
Gedenktafel für Wilhelm und Annie Reich aus der Reihe Mit Freud in Berlin

„Mit Freud in Berlin“ ist eine von der Psychoanalytikerin Regine Lockot 2004 initiierte Reihe von Gedenktafeln in Berlin für Psychoanalytiker aus dem Umkreis Sigmund Freuds. Außerdem wird an eine Schwester Freuds und an das Berliner Psychoanalytische Institut erinnert.
Die von Frank Herbst gestalteten Gedenktafeln im Format 42 × 42 cm sind aus Glas gefertigt (mit Ausnahme der metallenen Tafel für Ernst Simmel) und im Eingangsbereich von Häusern angebracht, in denen die benannten Psychoanalytiker laut Meldeadresse gelebt oder gearbeitet haben. In Anlehnung an die psychoanalytische Zeitschrift der 1920er Jahre Imago wurde die Schrift Bernhard Modern gewählt.
Die Tafeln wurden durch Stadtrundfahrten „auf den Spuren der Psychoanalyse“ finanziert, die in der Regel anlässlich eines Kongresses stattfanden. Die Mitfahrenden ermöglichten gemeinsam mit anderen Sponsoren, dass auf jeder Stadtrundfahrt eine neue Tafel enthüllt werden konnte. Im Zusammenhang mit den Tafelenthüllungen entstand auch eine von Michael Viernickel gestaltete Posterausstellung.
Sobald die Tafeln angebracht sind, können sich Interessierte in der Geschäftsstelle der Deutschen Psychoanalytischen Gesellschaft melden, um eine Patenschaft und somit Verantwortung für die Instandhaltung einer bestimmten Tafel zu übernehmen.
Zum Projekt gehört auch die Stele „Gradiva“, die in Kooperation mit der Deutschen Psychoanalytischen Gesellschaft und der Deutschen Psychoanalytischen Vereinigung finanziert und anlässlich des 45. Internationalen Psychoanalytischen Kongresses 2007 enthüllt wurde. Sie steht auf dem Mittelstreifen der Kurfürstenstraße 115/116.
Vom Projekt inspiriert, wurden in Berlin durch eine andere Initiative auch Gedenktafeln für Vertreter der Analytischen Psychologie C.G. Jungs realisiert. Dazu gehören Gerhard Adler (Münchner Straße 23), Ernst Bernhard (Meierottostraße 7), Erich und Julie Neumann (Pariser Straße 4) und Sabina Spielrein (Thomasiusstraße 2).

## Liste der Gedenktafeln
| Bild | Name                                      | Standort                   | Jahr der Enthüllung |
| ---- | ----------------------------------------- | -------------------------- | ------------------- |
|      | Karl Abraham                              | Rankestraße 24             | 2006                |
|      | Franz Alexander                           | Ludwigkirchstraße 9a       | 2004                |
|      | Berliner Psychoanalytisches Institut      | Potsdamer Straße 74        | 2005                |
|      | Berliner Psychoanalytisches Institut (II) | Wichmannstraße 10          | 2013                |
|      | Siegfried Bernfeld                        | Pariser Straße 18a         | 2004                |
|      | Max Eitingon                              | Altensteinstraße 26        | 2004                |
|      | Max Eitingon                              | Rauchstraße 4              | 2004                |
|      | Otto Fenichel                             | Württembergische Straße 33 | 2005                |
|      | Marie „Mitzi“ Freud                       | Ansbacher Straße 6         | 2005                |
|      | Erich Fromm                               | Bayerischer Platz 1        | 2006                |
|      | Gradiva                                   | Kurfürstenstraße 115/116   | 2007                |
|      | Karen Horney                              | Sophie-Charlotte-Straße 15 | 2004                |
|      | Edith Jacobssohn                          | Emser Straße 39d           | 2005                |
|      | Melanie Klein                             | Augsburger Straße 23       | 2004                |
|      | Max Levy-Suhl                             | Bundesallee 156            | 2015                |
|      | Sándor Radó                               | Ilmenauer Straße 2         | 2006                |
|      | Wilhelm Reich und Annie Reich             | Schlangenbader Straße 87   | 2007                |
|      | Theodor Reik                              | Reichenhaller Straße 1     | 2005                |
|      | Angela Rohr                               | Am Volkspark 85            | 2020                |
|      | Hanns Sachs                               | Mommsenstraße 7            | 2006                |
|      | Ilse Seglow                               | Duisburger Straße 2        | 2017                |
|      | Ernst Simmel                              | Eichenallee 23             | 2004                |
|      | René Spitz                                | Taubertstraße 5            | 2006                |